# Dejan Osmanović
Pour les articles homonymes, voir Osmanović.
Dejan Osmanović (serbe : Дejaн Ocмaнoвић) (né le 29 janvier 1973 à Vranje en RF Yougoslavie) est un joueur de football serbe.
Osmanović a notamment joué pour le FK Hajduk Kula, le FK Bežanija, le FK Smederevo et le FK Banat Zrenjanin dans le championnat serbe, puis en Espagne au CF Extremadura et au Brésil à l'Esporte Clube Vitória.

## Palmarès
- Hajduk Kula
  - 1 fois meilleur buteur du championnat de Yougoslavie : 1998-99